# 福永寺 (取手市)
福永寺（ふくえいじ）は、茨城県取手市にある真言宗豊山派の寺院。

## 歴史
824年（天長元年）に開山された。当寺の北部に広がる田園地帯は、開山当時は「香取海」と呼ばれる内海であった。その海岸で毘沙門天像が発見された。その毘沙門天像を安置するために設けられたのが当寺の起源である。
1686年（貞享3年）、当時の住職である定博は、飢饉による人心の荒廃を憂いて、生きながら石棺に入って埋葬される「土中入定」を行った。その加護もあってか、当年の収穫は豊作であったという。
1982年（昭和57年）、当寺の境内にあったカヤの大木を伐採して製材された板木に、人面が浮き出ているのが発見された。浮き出てきた顔は、当時の住職の父である先代住職の顔に見えた。これは「（先代が）寺の復興を喜んで現れてこられた」とされ、その板木は紫の袱紗に包まれて本堂に安置されることになった。

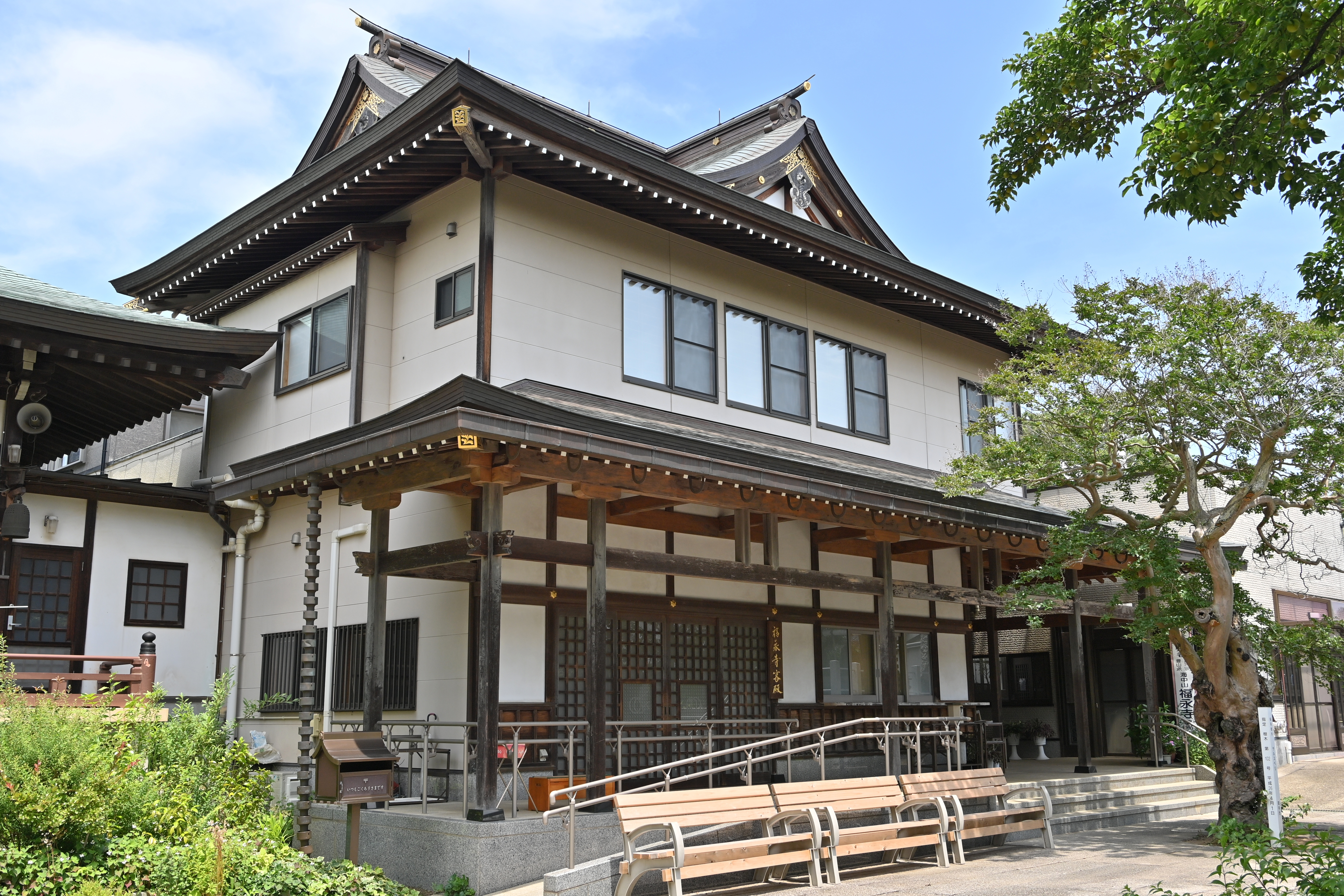
客殿
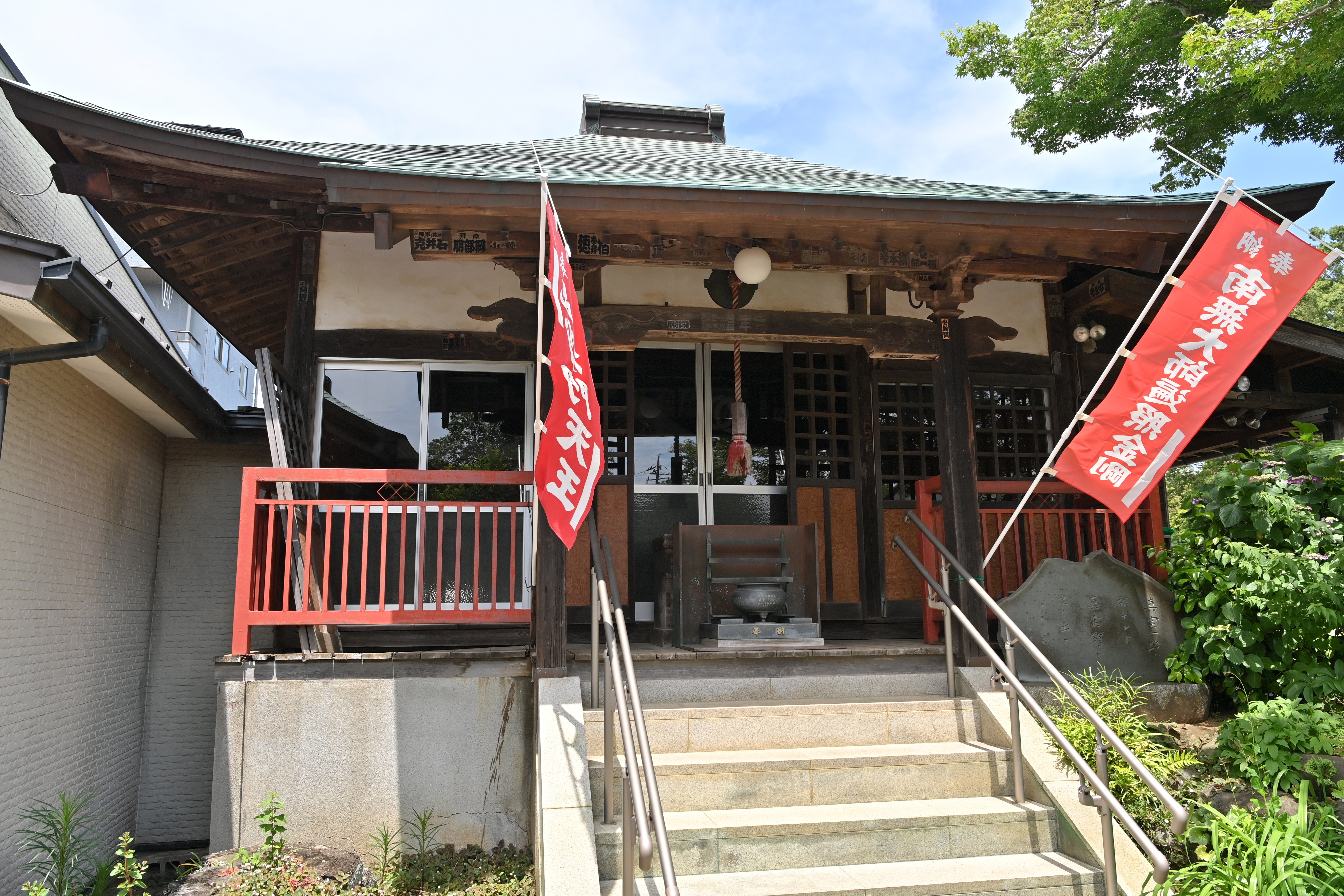
毘沙門堂
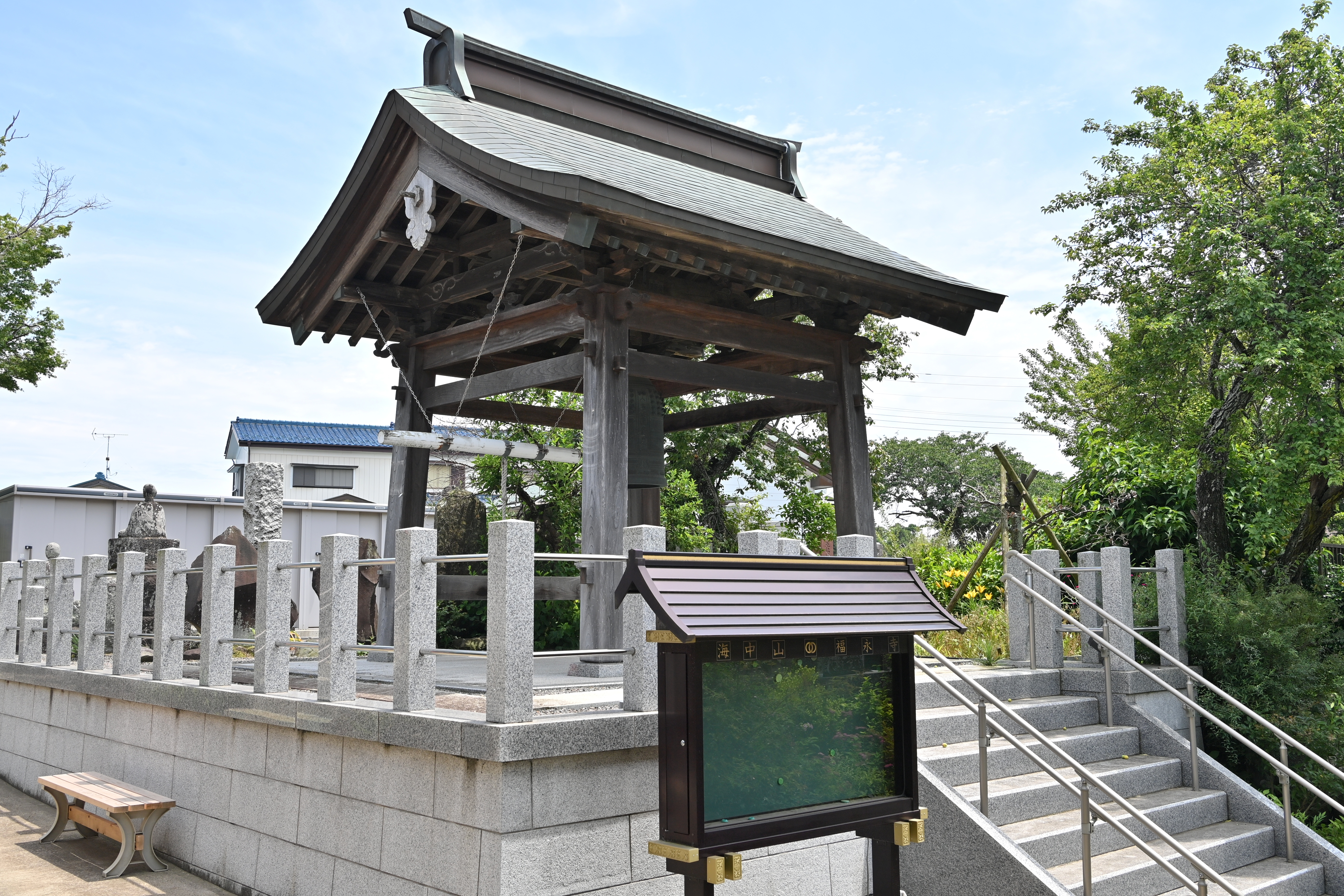
鐘楼
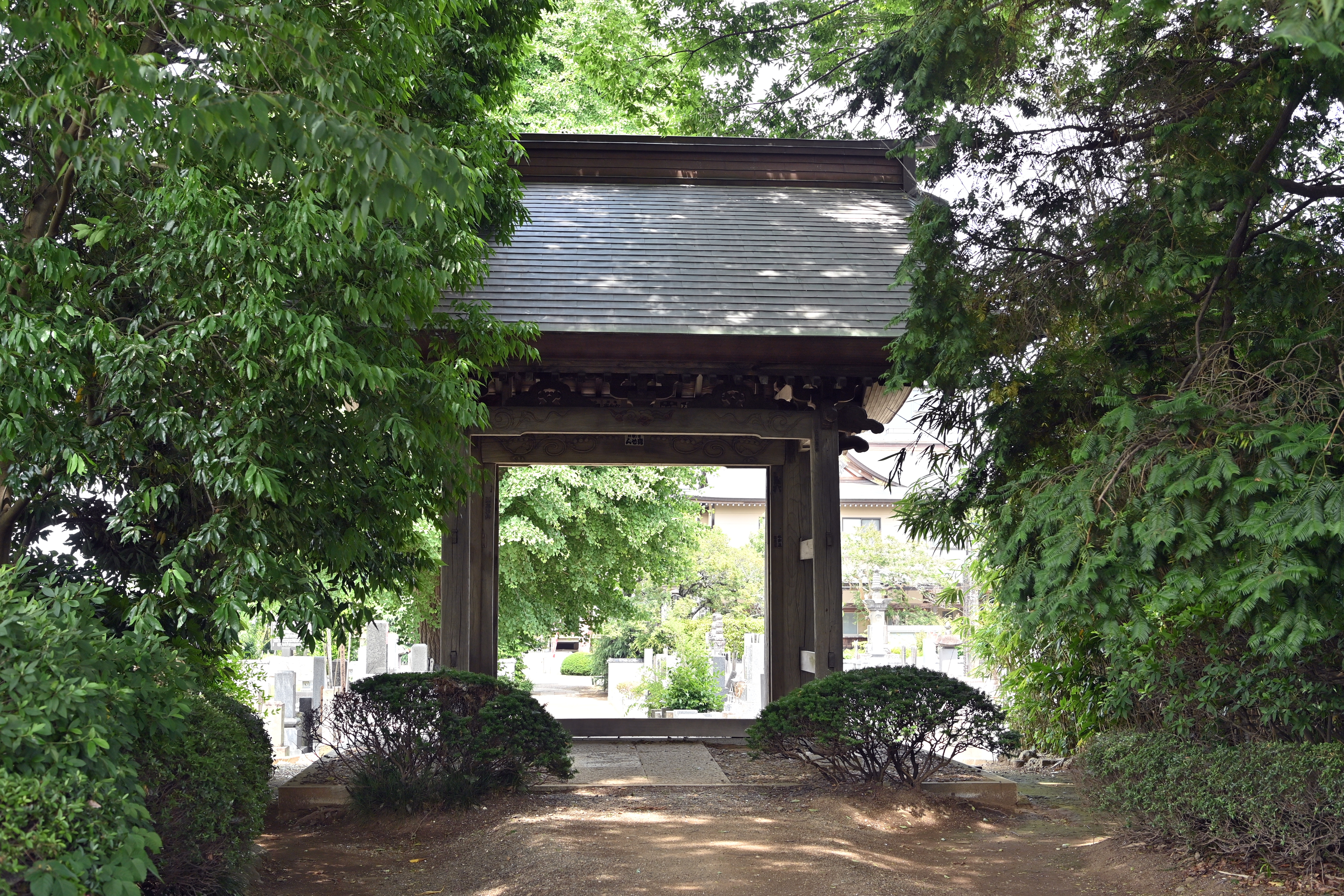
山門

## 文化財
- 中妻貝塚（取手市指定文化財 平成8年4月1日指定）[4]

## 交通アクセス
- 路線バス中妻停留所より徒歩4分。